# 降露坂の戦い
降露坂の戦い（ごうろざかのたたかい）は、永禄2年（1559年）に石見銀山を守る要衝である山吹城付近の降露坂（降路坂）において、安芸国の戦国大名・毛利氏が、出雲国の戦国大名・尼子氏に大敗を喫した合戦とされる。しかし、当時の史料にはこの戦いに関する記述が見られないため、実際に行われた合戦ではないとされる。
一方で、同時期の永禄2年（1559年）7月に毛利方の福屋隆兼を攻めた尼子晴久が、福屋隆兼の援軍として駆け付けた吉川元春と熊谷信直が率いる毛利軍の攻撃によって多数の死傷者を出して敗戦したと記す当時の史料は存在している。

## 概要

### 降露坂（降路坂）
降露坂（降路坂）は、石見国邇摩郡の山吹城が存在する要害山の支脈と矢滝城山の間に存在する標高400mに及ぶ険阻な峠道であり、石見銀山と温泉津を結ぶ最短距離の道でもあった。現在の島根県大田市温泉津町西田に存在し、現在も降露坂の説明を記した看板が設置されている。
また、降露坂は別名を「大江坂七曲」とも言い、天文11年（1542年）1月から天文12年（1543年）5月にかけて行われた、大内義隆による出雲遠征（第一次月山富田城の戦い）に大内方として従軍した毛利元就率いる毛利軍が出雲国から撤退する途上で尼子軍による激しい追撃を受け、毛利氏家臣の渡辺通が元就の身代わりとなって壮烈な戦死を遂げたのをはじめとして、渡辺平蔵、児玉元保、三戸就清、内藤九郎右衛門、井上就良らが戦死した地とされる。

### 旧来の記述について
2010年1月に本項が参考文献の記載が無い状態で立項されて以降、本項に記載されていた概ね以下のような内容が広まっている。
```
永禄
2年（
1559年
）9月、
石見銀山
を奪取すべく出陣した
毛利元就
は
吉川元春
や
小早川隆景
らを率い、降伏したばかりの
小笠原長雄
を先鋒として、石見銀山を守るための要衝で尼子方の
本城常光
が守る
山吹城
を攻撃した。しかし、
豊後国
の戦国大名・
大友義鎮
が
豊前国
の
門司城
への攻撃を開始したという報を受けた元就は、山吹城攻略が容易ではないと判断して撤退を開始。降露坂を下りながら
温泉津
方面に撤退する途上で尼子軍による猛追撃を受けた毛利軍は混乱状態となって敗走し、毛利元就自身も命からがら逃げることを余儀なくされる大敗を喫した。
```

### 考証
しかし、当時の史料にはこの合戦の存在を示す記述が見られず、萩藩（長州藩）で毛利氏に関する様々な史書を編纂した歴史家でもある萩藩士・永田政純らが世に膾炙する毛利氏に関する軍記物の内容が事実であるかを当時の書状等の一次史料に基づいて逐一考証して寛保元年（1741年）に成立した『新裁軍記』においても、各軍記物に毛利軍が尼子方の山吹城を攻撃した合戦についての記載があっても、その合戦の実在を示す証拠となる史料が存在しないと記している。
また、永禄2年（1559年）7月26日に毛利氏家臣の杉原盛重が横山盛資に宛てた書状によると、尼子晴久が福屋隆兼の松山城を攻略しようとしたが、吉川元春と熊谷信直が福屋隆兼の援軍として尼子軍を後ろ巻にしたため、多数の死傷者を出した尼子軍は温泉津を経由して安濃郡大田まで撤退したと記されている。
さらに、永禄2年（1559年）10月16日に毛利元就・隆元父子は、山吹城がある邇摩郡内の各所や、山吹城の北方にある石見国安濃郡刺賀において刺賀吉信に所領を与えている等、直前に尼子軍に大敗を喫しているようには見えない傍証もある。
そのため、降露坂の戦いは実際に行われた合戦ではないとされ、この時期の歴史を扱った書籍や論文等で降露坂の戦いについて触れたものはほぼ存在せず、前述した旧来の記述は出典が不明である。
なお、前述の通り当時の史料で合戦の実在を示すものが存在しないため、江戸時代になってから創作された逸話である可能性があるが、江戸時代中期に作成された軍記物である『吉田物語』や『陰徳太平記』では、永禄2年（1559年）に毛利軍が尼子方の本城常光が守る山吹城を攻めたが攻め落とせず撤退した合戦が記されている。
しかし、これらの軍記物であっても撤退中の毛利軍は追撃してきた本城軍の撃退に成功したと記されている上に毛利軍は温泉津ではなく祖式に撤退しており、降露坂において戦闘があったかも不明であることから、「永禄2年に降露坂において毛利軍が尼子軍に大敗した」とする旧来の記述は、当時の史料だけでなく江戸時代に作成された軍記物でも見られないものである。
そのため、本項の旧来の記述において永禄2年（1559年）9月に降露坂において尼子軍の追撃を受けて大敗したとする点については、前述した天文12年（1543年）5月に第一次月山富田城の戦いの際の大江坂七曲（降露坂）における毛利軍の撤退戦の話を元にした可能性がある。

## 軍記物の記述

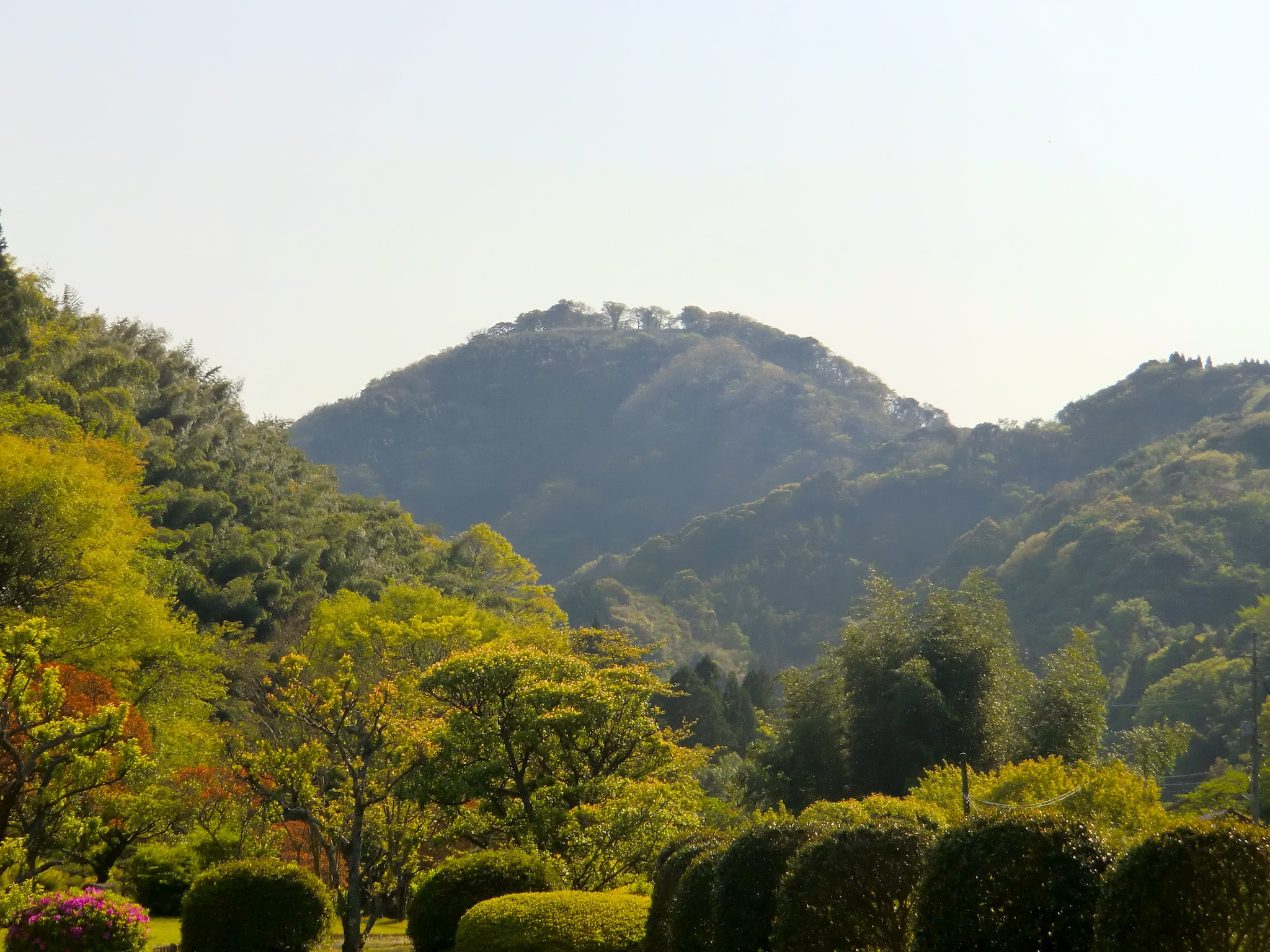
石見銀山を巡る攻防の焦点となった山吹城。

### 『吉田物語』
元禄15年（1702年）に萩藩（長州藩）士・杉岡就房によって成立した軍記物である『吉田物語』では、毛利軍による尼子方の本城常光が守る山吹城攻めについて、巻7の「山吹の城巻解き御退陣の事」で以下の様に記している。
永禄2年（1559年）7月上旬に毛利元就、吉川元春、小早川隆景が安芸国、備後国、石見国の軍勢14000～15000を率いて、小笠原長雄を先鋒として尼子方の山吹城に攻め寄せた。
元就は本陣を仙の山に置いて軍勢を三手に分け、本筋を担当した吉川軍の山県春勝（四郎右衛門）、井上直次（又左衛門尉）、溝挟春信（二郎兵衛）らが山吹城へ攻め寄せ、溝挟春信が率いる鉄砲隊と山吹城兵との鉄砲と弓の撃ち合いが行われた後で槍を取って城に攻めかかった。その他の二手も山吹城へ攻撃を加えたが山吹城の本城軍も頑強に抵抗を続け、3日間に渡って戦闘が行われた。元就はこのまま力攻めを続ければ山吹城を攻め落とすことは可能だが、その場合は自軍に多くの被害を出してしまうと判断し、撤退を命じた。毛利軍の撤退にあたっては吉川元春の軍が殿を務めている。
毛利全軍が撤退を始めると、本城常光は足軽数十人を出陣させて弓と鉄砲で吉川軍に攻撃させると共に2000の軍勢で吉川軍を追撃した。吉川元春は800の軍勢で本城軍を待ち構えていたが、吉川氏家臣の森脇若狭守は敵1人たりとも通さないと言って取って返し、追い来たる本城軍の先駆けをする兵1人を討ち取った。森脇若狭守の動きを見た吉川元春は「森脇討たすな」と言って自ら800余の軍勢を率いて本城軍に突撃し、半刻に渡って本城軍と戦闘を繰り広げた。その後、吉川軍は本城軍の屈強な兵13人を討ち取り、撃退することに成功している。本城軍の追撃に対して、元就は他の軍も力を合わせて撃退するように命じたが、各軍が吉川軍と合流した時には既に本城軍は山吹城へ引き上げていたため、元就父子に従って石見国邑智郡祖式まで撤退した。

### 『陰徳太平記』
享保2年（1717年）に岩国領吉川氏家臣・香川景継によって出版された軍記物である『陰徳太平記』では、毛利軍による尼子方の本城常光が守る山吹城攻めについて、巻34の「山吹之城攻事」で以下の様に記している。
永禄2年（1559年）8月上旬、毛利元就、毛利隆元、吉川元春、小早川隆景は安芸国の軍勢1万を率いて石見国へ出陣し、石見国の軍勢4000を加えて、小笠原長雄を先陣として山吹城を包囲した。元就は本陣を仙の山に置き、その他の軍勢は周辺の山々に在陣した。城攻めにおいては吉川軍の山県春勝（四郎右衛門）、井上直次（又左衛門尉）、山県助十郎、鉄砲足軽の小頭である溝挟春信（溝挿次郎兵衛）らが先陣と称して、城中に散々に鉄砲や弓矢を撃ち掛けた後に槍を取って城に攻めかかった。それに続いて毛利軍は三手に分かれて3日間に渡って山吹城に猛攻を加えたが、城兵も少しも怯まず防戦し続けた。
3日間に渡る毛利軍の猛攻を凌いだ本城軍の様子や、山吹城の地形からも力攻めは不利と判断した元就は、一度撤退して謀をもって本城常光を従わせる方針に決めた。それに対し、毛利隆元、吉川元春、小早川隆景は今少し攻撃を続けて総攻撃を仕掛ければ山吹城を攻め落とすことが出来ると主張したが、本城常光は武勇に勝れる一方で智謀は甚だ浅いため容易く欺くことが出来るため、一度退いた後に戦わずして勝利するとの元就の意見に納得した。
8月10日辰の刻に1800騎の軍勢を率いる吉川元春を殿として毛利軍が撤退を開始すると、本城常光は2000余騎を率いて本城大蔵左衛門と共に出陣した。本城大蔵左衛門らが弓と鉄砲を携えた足軽500余人に吉川軍を攻撃させて一進一退の攻防を繰り広げた後、退く吉川軍が隘路に差し掛かったところで本城常光が2000騎を率いて吉川軍に攻めかかった。
吉川氏家臣の森脇若狭守は、吉川元春の手を煩わせるには及ばないので安心して撤退を続けるように元春に言い、自らの一命を懸けて取って返して本城軍の先駆けを討ち取り、なおも本城軍と戦い続けようと控えた。それを見た吉川元春は「森脇を討ち取らせるな、かかれ者共」と下知し、自ら1800余騎を率いて先駆けして本城軍に突撃した。本城常光はそれこそ望むところと応戦し半刻ほど戦ったが、本城軍は屈強な兵13人が戦死して散々に打ち破られ、山吹城へ撤退した。吉川軍と本城軍の戦闘が始まったとの報を聞いた元就は、福原貞俊や桂元澄らを吉川軍の援軍として動かしたが、本城軍が既に撤退していたため、吉川軍と合流して共に元就らを追って石見国邑智郡祖式まで撤退した。山吹城に一度撤退した本城常光は再度追撃を行ったが、毛利方の佐波氏や益田氏が山々に布陣して守りを固めている様子を見て追撃を諦めている。